# 南亞孔雀蘚
南亞孔雀蘚（学名：Hypopterygium tamarisci）为孔雀蘚科孔雀蘚屬下的一个种。